# Diócesis de Pathein
La diócesis de Pathein (en latín: Dioecesis Patheinen(sis) y en birmano: ပုသိမ်ဂိုဏ်းအုပ်သာသနာ) es una circunscripción eclesiástica latina de la Iglesia católica en Birmania, sufragánea de la arquidiócesis de Yangón. La diócesis es sede vacante desde el 22 de julio de 2021.

## Territorio y organización
La diócesis tiene 25 328 km² y extiende su jurisdicción sobre los fieles católicos de rito latino residentes en la región de Ayeyarwady en el delta del río Irawadi.
La sede de la diócesis se encuentra en la ciudad de Pathein (antes llamada Bassein), en donde se halla la Catedral de San Pedro.
En 2019 en la diócesis existían 36 parroquias.

## Historia
La diócesis de Bassein fue erigida el 1 de enero de 1955 con la bula Quo commodius del papa Pío XII, obteniendo el territorio del vicariato apostólico de Rangún, que ese mismo día fue elevado al rango de sede metropolitana (hoy arquidiócesis de Yangón).
El 8 de octubre de 1991 tomó su nombre actual en virtud del decreto Apostolicis de la Congregación para la Evangelización de los Pueblos.

## Estadísticas
De acuerdo con el Anuario Pontificio 2020 la diócesis tenía a fines de 2019 un total de 62 717 fieles bautizados.
| Año                                                                             | Población            | Población | Población      | Sacerdotes | Sacerdotes    | Sacerdotes    | Bautizados por sacerdote | Diáconos permanentes | Religiosos | Religiosos | Parroquias |
| Año                                                                             | Bautizados católicos | Total     | % de católicos | Total      | Clero secular | Clero regular | Bautizados por sacerdote | Diáconos permanentes | Varones    | Mujeres    | Parroquias |
| ------------------------------------------------------------------------------- | -------------------- | --------- | -------------- | ---------- | ------------- | ------------- | ------------------------ | -------------------- | ---------- | ---------- | ---------- |
| 1958                                                                            | 26 498               | 285 000   | 9.3            | 16         | 16            |               | 1656                     |                      | 8          | 64         | 13         |
| 1970                                                                            | 35 087               | 2 920 000 | 1.2            | 16         | 14            | 2             | 2192                     |                      | 18         | 51         | 13         |
| 1980                                                                            | 41 861               | 3 305 000 | 1.3            | 28         | 26            | 2             | 1495                     |                      | 18         | 69         | 16         |
| 1987                                                                            | 57 752               | 3 574 401 | 1.6            | 34         | 34            |               | 1698                     |                      | 11         | 76         | 20         |
| 1999                                                                            | 63 692               | 4 396 416 | 1.4            | 44         | 44            |               | 1447                     |                      | 22         | 125        | 26         |
| 2000                                                                            | 65 229               | 4 502 843 | 1.4            | 50         | 50            |               | 1304                     |                      | 30         | 133        | 28         |
| 2001                                                                            | 66 946               | 4 572 766 | 1.5            | 54         | 54            |               | 1239                     |                      | 28         | 130        | 29         |
| 2002                                                                            | 69 588               | 4 745 378 | 1.5            | 59         | 59            |               | 1179                     |                      | 34         | 134        | 29         |
| 2003                                                                            | 70 908               | 4 842 080 | 1.5            | 62         | 62            |               | 1143                     |                      | 33         | 135        | 30         |
| 2004                                                                            | 71 908               | 4 992 080 | 1.4            | 57         | 57            |               | 1261                     |                      | 35         | 135        | 30         |
| 2013                                                                            | 78 500               | 5 842 000 | 1.3            | 80         | 80            |               | 981                      |                      | 58         | 134        | 34         |
| 2016                                                                            | 60 499               | 6 665 699 | 0.9            | 81         | 81            |               | 746                      |                      | 35         | 142        | 35         |
| 2019                                                                            | 62 717               | 6 789 600 | 0.9            | 97         | 97            |               | 646                      |                      | 58         | 136        | 36         |
| Fuente: Catholic-Hierarchy, que a su vez toma los datos del Anuario Pontificio. |                      |           |                |            |               |               |                          |                      |            |            |            |

## Episcopologio
- George Maung Kyaw † (1 de enero de 1955-19 de noviembre de 1967 falleció)
- Joseph Mahn Erie † (16 de febrero de 1968-3 de junio de 1982 renunció)
  - Sede vacante (1982-1986)
- Joseph Valerius Sequeira † (24 de enero de 1986-22 de febrero de 1992 retirado)
- John Gabriel † (22 de febrero de 1992 por sucesión-16 de agosto de 1994 falleció)
- Charles Maung Bo, S.D.B. (13 de marzo de 1996-15 de mayo de 2003[4] nombrado arzobispo de Yangón)
- John Hsane Hgyi † (15 de mayo de 2003[4]-22 de julio de 2021 falleció)
  - Sede vacante desde 2021